# Девојка (филм)
Девојка је југословенски филм из 1965. године. Режирао га је Пуриша Ђорђевић, који је написао и сценарио.

## Радња
Прича о рату и о љубави војника и девојке која је партизанка. Кроз причу девојке, војника, фотографа и немачког официра даје се субјективни доживљај ратних збивања. И поред трагичног завршетка, тријумфује неуништива љубав девојке.

## Улоге
| Глумац          | Улога    |
| --------------- | -------- |
| Милена Дравић   | Девојка  |
| Љубиша Самарџић | партизан |
| Раде Марковић   | Теодор   |
| Мија Алексић    | Сељак    |
| Беким Фехмију   |          |
| Синиша Иветић   |          |
| Миленко Кировић |          |
| Ненад Мићовић   |          |

## Културно добро
Југословенска кинотека је, у складу са својим овлашћењима на основу Закона о културним добрима, 28. децембра 2016. године прогласила сто српских играних филмова (1911-1999) за културно добро од великог значаја. На тој листи се налази и филм "Девојка".